# 上海庙站
上海庙站，位于内蒙古自治区鄂尔多斯市鄂托克前旗上海庙镇，是三新铁路和新上铁路的接轨站。